# قوراما (أوزبكستان)
قوراما هي بلدة في مقاطعة آلتين ساي في ولاية صرخنداريا في أوزبكستان.